# آرثر ليفيت
آرثر ليفيت (بالإنجليزية: Arthur Levitt)‏ (و. 1931 – م) هو رئيس مجلس (Chairman) هيئة الأوراق المالية والبورصات الأمريكية من الولايات المتحدة الأمريكية. ولد في بروكلين . وهو عضو في الحزب الديمقراطي الأمريكي.